# Tyrique George
Tyrique Aaron Delali Yusuff George (ur. 4 lutego 2006 w Londynie) – angielski piłkarz, występujący na pozycji napastnika w angielskim klubie Chelsea F.C.. Jest reprezentantem Anglii do lat 19.

## Sukcesy[2]

### Chelsea F.C.
- Liga Konferencji UEFA: 2024/2025
- Klubowe mistrzostwa świata: 2025